# Mógilshöfðar
Mógilshöfðar är en bergskedja i republiken Island. Den ligger i regionen Suðurland, 130 km öster om huvudstaden Reykjavík.